# تابتوك إيمره

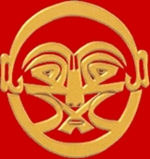
تابتوك إيمره هو متصوف بكتاشي علوي تركماني من خراسان وهو شيخ المتصوف يونس إيمره

تابتوك إيمره هو متصوف بكتاشي علوي تركماني من خراسان وهو شيخ المتصوف يونس إيمره، جاء الشيخ تابتوك من خراسان إلى الأناضول في عهد جنكيز خان لنشر منهج العلويين والطريقة البكتاشية، ويؤمن البكتاشيون بالأئمة الإثنى عشر، يُعتقد إن الشيخ تابدوك ولد بين عامي 1210 و 1215 وهو خليفة المتصوف العلوي مؤسس الطريقة البكتاشية حاج بكتاش ولي، يقال بأن الشيخ حاج بكتاش ترك مهمة تعليم يونس إيمره إلى الشيخ تابتوك إيمره.